# 下川みくにのLoveMusic!
下川みくにのLoveMusic!（しもかわみくにのラブミュージック）は、東海ラジオ放送で放送されていたラジオ番組。
放送期間は2003年10月3日から2004年3月26日まで、放送時間は毎週金曜日深夜26:00 - 26:30（土曜日未明2:00 - 2:30）。

## 概要
下川みくにの、東海ラジオにおける初のレギュラー番組。『下川みくにの見えちゃうラジオ』以降は名古屋市内の本社スタジオで生放送、収録が行われているが、この番組は東京都の日比谷公園近くの東京支社スタジオで収録されていた。スタジオを出て、日比谷周辺でロケをしながら収録を行ったこともあった。
ゲストは、Baby Booらアーティストから、演歌歌手まで幅広く出演していた。
2004年3月、6か月間の放送を終了。下川が『見えちゃうラジオ』で、再び東海ラジオでレギュラー番組がスタートするのは1年6か月後となる。

## コーナー
楽器予想クイズ
オープニングで下川が楽器を演奏して「この音楽な～んだ?」と、曲のタイトルなどを問う内容のクイズを出題。答えは番組終盤で発表されていた。
ものまね劇場
リスナーからの物真似リクエストに下川が挑戦。
お願い!みくに姫
下川が無表情のような「姫」のキャラクターに扮し、リスナーからのはがき、メッセージ紹介などをしていた。
今週のボヤキ
下川が様々なボヤキ話を披露していた。
みくに通信
| 東海ラジオ 金曜日26:00～26:30（土曜日2:00～2:30）（2003年10月～2004年3月） | 東海ラジオ 金曜日26:00～26:30（土曜日2:00～2:30）（2003年10月～2004年3月） | 東海ラジオ 金曜日26:00～26:30（土曜日2:00～2:30）（2003年10月～2004年3月） |
| 前番組                                                                     | 番組名                                                                     | 次番組                                                                     |
| -------------------------------------------------------------------------- | -------------------------------------------------------------------------- | -------------------------------------------------------------------------- |
| とらいあんぐるハート'S Radio Stage                                         | 下川みくにのLoveMusic!                                                     | アーティスト IN NAGOYA                                                     |